# Махананда

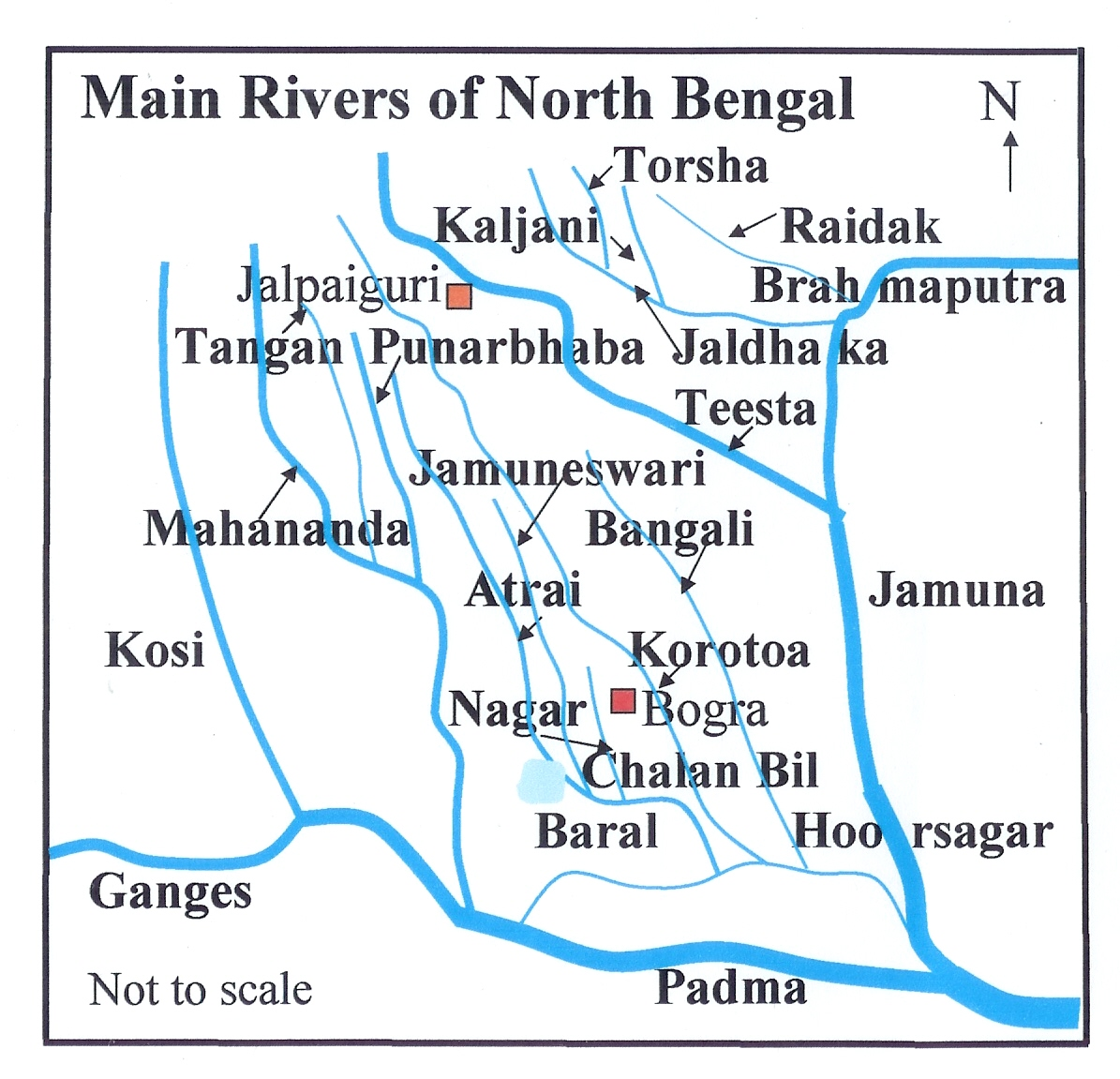

Махананда (англ. Mahananda, бенг. মহানন্দা) — река в Индии и Бангладеш.
Исток реки находится в Гималаях, в округе Дарджилинг индийского штата Западная Бенгалия на высоте 2100 м над уровнем моря. Далее она течёт юго-западном направлении вдоль границы Индии и Бангладеш. Впадает в Ганг около города Годагари. Наиболее крупными притоками являются реки Балсан, Мечи, Ратва и Канкай. Площадь бассейна реки 20600 км². Длина реки 360 км.
В водах реки обитают 111 видов рыб, 15 видов являются объектами промышленного рыболовства. Доминирующими группами являются карпообразные и сомообразные.